# Пит Бутиџиџ
Питер Пол Монтгомери Бутиџиџ (енгл. Peter Paul Montgomery Buttigieg; Саут Бенд, 19. јануара 1982) је амерички политичар који је од 2021. до 2025. био секретар за саобраћај под Бајденовом администрацијом. Пре тога је служио као 32. градоначелник Саут Бенда од 2012. до 2020. године.
Бутиџиџ је дипломирао на Харвард Универзитету и Оксфорд Универзитету, похађајући овај други студиј на Роудсовој стипендији . Од 2009. до 2017. године био је обавештајни официр у Резерви морнарице Сједињених Држава, достигавши чин поручника . Мобилизован је и распоређен у рат у Авганистану на седам месеци 2014. године. Пре него што је изабран за градоначелника Саут Бенда 2012. године, Бутиџиџ је радио на политичким кампањама демократа Џил Томпсона, Џоа Донелија и Џона Керија. Док је држао позицију градоначелника, он је 2015. године открио да је геј.
Бутиџиџ се кандидовао за председника на председничким предизборима Демократске странке 2020. године, покрећући своју кампању за председничке изборе у Сједињеним Државама 2020. године 14. априла 2019. Постао је прва отворено хомосексуална особа која је покренула велику председничку кампању. Упркос првобитно ниским очекивањима, добио је значајан замах средином 2019. године када је учествовао у неколико градских скупштина и дебата. Бутиџиџ је за длаку освојио посланичке клубове у Ајови и пласирао се на друго место на првенству у Њу Хемпширу. Победом у Ајови постао је први отворено хомосексуални кандидат који је победио на председничким изборима или у клубу посланика. Бутиџиџ је одустао од трке 1. марта 2020. и подржао Џоа Бајдена следећег дана.
У децембру 2020. председник Бајден именовао је Бутиџиџа за свог кандидата за секретара за саобраћај. Он је први отворено номиновани геј кабинет у историји САД и био би други отворено хомосексуални човек који је служио на положају у влади.

## Галерија
- Бутиџиџ држи говор пред 38. рођендан (2020)
- Бутиџиџ са Хауардом Дином 2017. године
- Бутиџиџ пржи пљескавице
- Бутиџиџ шета по граду
- Бутиџиџ једе по граду
- Бутиџиџ држи говор за кампању
- Бутиџиеџева кампања 2020.